# 신소미
신소미(1973년 5월 28일 ~ )는 대한민국의 배우이다. 최근 이름을 신은재 로 개명 하였다.

## 이력
1995년 미스코리아 워싱턴 미(美)로 첫 데뷔 이후 같은 해 1995년 대한민국에서 광고 모델 데뷔하였고 이듬해 1996년 영화배우 데뷔하였으며 이어 같은 해 1996년 KBS 18기 슈퍼 탤런트로 정식 데뷔하였다.
신장은 167cm이고 체중은 47kg인 그녀는 독서에 취미가 있고 수영에 특기가 있다. '
플라잉요가 강사자격증이 있다.

## 수상
- 1995년 미스코리아 워싱턴 미(美)

## 출연작

### TV 드라마
- 2012년 KBS 《드라마 스페셜 - 아빠가 간다》 - 김정인 역
- 2012년 MBC 《닥터 진》 - 부대부인 민씨 역
- 2008년 KBS 《아내와 여자》 - 장종미 역
- 2008년 SUPER ACTION 《도시괴담 데자뷰 시즌 3 - 신드롬》 - 희주 역
- 2006년 SBS 《마이 러브》 - 이수진 역
- 2006년 SBS 《사랑하고 싶다》 - 지은서 역
- 2005년 MBC 《변호사들》 - 차혜수 역
- 2004년 KBS 《부모님전상서》 - 명숙 역(중도투입)
- 2004년 SBS 《소풍가는 여자》
- 2004년 KBS 《드라마시티 - 벗으면 보인다》 - 자영 역
- 2003년 MBC 《사막의 샘》 - 옥희 역
- 2003년 KBS 《장미 울타리》 - 정미나 역
- 2002년 EBS 《역사탐구 과거와의 대화》
- 2001년 MBC 《매일 그대와》 - 한영진 역
- 2001년 SBS 《아버지와 아들》
- 2001년 MBC 《홍국영》
- 2000년 MBC 《세 친구》
- 2000년 KBS 《소설 목민심서》
- 2000년 KBS 《부부클리닉 사랑과 전쟁》
- 1999년 KBS 《초대》
- 1999년 KBS 《유정》
- 1999년 SBS 《파도》 - 미스 신 역
- 1998년 KBS 《킬리만자로의 표범》
- 1998년 KBS 《너와 나의 노래》
- 1998년 MBC 《남자 셋 여자 셋》
- 1998년 MBC 《추억》
- 1998년 KBS 《종이학》
- 1998년 KBS 《순수》
- 1998년 SBS 《서울 탱고》 - 오지혜 역
- 1997년 KBS 《웨딩드레스》
- 1997년 KBS 《그대 나를 부를 때》
- 1997년 KBS 《스타》
- 1997년 KBS 《봄날은 간다》
- 1996년 KBS 《머나먼 나라》 - 미스 민 역

### 영화
- 2015년 위선자들 - 유인경 역
- 2014년 미조 - 수미 역
- 2007년 이브의 유혹 - 엔젤 - 정희라 역
- 2004년 가능한 변화들 - 수현 역
- 1996년 은행나무 침대 - 왕비 역

### 라디오 프로그램
- 2015년 EBS FM 《EBS 책 읽는 라디오 낭독 시리즈》